# The Twisted Tales of Felix the Cat
The Twisted Tales of Felix the Cat (conhecido como As Novas Aventuras do Gato Félix no Brasil) é uma série animada do Gato Félix, produzida pela Film Roman, que foi ao ar originalmente entre 9 de setembro de 1995 e 12 de abril de 1997.
No Brasil, o desenho estreou em abril de 1996 pela Rede Record, sendo originalmente exibido no programa Agente G, mas também fora exibido em outros programas infantis da emissora, como Desenho Mania, Sessão Desenho (não confundir com a versão mais famosa do SBT) e Domingo Criança. Na TV por assinatura, estreou pela faixa nobre do Multishow, sendo apresentado na versão legendada em português. Também já foi exibido pelo Cartoon Network, entre 1996 e 2002, em diversos horários, sendo o mais lembrado nas tardes de domingo, às 13h00. Alguns episódios da série também chegaram a ser lançados em DVD pela distribuidora Spectra Nova.
Fortemente inspirado na série original dos anos 20, o cartoon ignora boa parte do estilo presente na série anterior anos 50 e 60 (projetada especificamente para o público infantil). As histórias costumam envolver o Gato Félix em um mundo surreal com novos personagens e situações constrangedoras.
Durante esta série, passavam vinhetas antes de certos episódios.

## Personagens

### Protagonista
- Gato Félix: O protagonista da série, ele é um gato preto de 12 anos que tenta se virar como pode. Ao contrário de outras séries, porém, Félix tende a se meter em apuros por razões sem muita relação com este contexto (por exemplo, seu aspirador de pó se demite, e sua tentativa de limpar acaba fazendo com que ele ache a linha de traço do mundo). Félix costuma usar sua esperteza, cauda (que pode saltar de seu corpo e se transformar em itens variados), e sua bolsa mágica para solucionar seus apuros.

### Aliados
- Rosco: O melhor amigo de Félix, este gato gordo é meio desorientado, esfomeado, e tende a meter Félix em várias encrencas. Ele não é muito esperto e costuma ser enganado facilmente, mas não é completamente sonso.

- Sheba Beboporeva: Prima de Félix, ela é uma gata que se veste num estilo beatnik, tocando gaita nas ruas. Ela mantém uma cabeça fria e tende a ser a voz da razão. Embora não se envolva muito nas aventuras de Félix, ela tem um papel importante em alguns dos episódios.

- Candy Kitty: Irmã mais velha de Rosco e interesse amoroso de Felix.

- Shamus T. Goldcrow: Um corvo que é um detetive que tem tendência a falar com eufemismos, muitas vezes terminando suas frases com eles.

- Skiddoo the Mouse:  Um rato que é amigo de Felix.

- Nastassia Slinky: Uma atriz por quem Felix é obcecado. Ela, no entanto, nunca retribui os sentimentos. Na verdade, ela odeia Félix e não quer nada com ele, não demonstrando nem o menor sentimento de afeto.

- Poindexter: Ele é o jovem sobrinho nerd do Professor e o outro melhor amigo de Felix. Ele é descrito como um cientista estereotipado; ele é muito inteligente e sempre usa óculos grossos de garrafa de Coca, jaleco e almofariz. Um botão no peito de seu jaleco funciona como um controle para qualquer dispositivo que a trama exija. Apesar do Professor ser seu tio, ele também é um dos melhores amigos de Félix. Sempre que fala com Felix, ele se refere a ele como "Sr. Felix".

### Antagonistas
- Pato Rabujento: inimigo de Félix que sempre tenta roubar sua bolsa mágica.
  - One-Ton: frango assistente do Pato Rabujento.
  - Moo Shoo: Outro frango assistente do Pato Rabujento.
- Mestre Cilindro: Um ciborgue alienígena que quer conquistar a Terra. Aparece no episódio Heart of Tin. No episódio, ele uniu forças com um exército alienígena sem nome para dominar a Terra, seu plano era distrair Felix com férias baratas, para que ele pudesse sequestrar Poindexter para forçá-lo a construir sua "máquina da destruição", que também seria executada pelo seu cérebro. No entanto, Felix consegue voltar de suas férias falsas e fica sabendo do sequestro de Poindexter e, assim, vem em seu socorro.
- Professor: Cientista inimigo de Felix. Ele é uma paródia do Professor visto na série de 1958. Na versão original em inglês é chamado de Mad Doctor. Aparece no episódio "Attack of the Robot Rat" em que irritado com as constantes derrotas contra Felix constrói um rato robô para roubar a Bolsa Mágica de Félix.
- Rock Bottom: o cão capanga do Professor. Ele é uma paródia do personagem de mesmo nome que apareceu na série de 1958. Na versão original em inglês ele passa a se chamar Leadfanny.

## Dublagem Brasileira
- Gato Félix: Leda Figueiró
- Sheba Beboporeva: Márcia Regina
- Candy Kitty: Fátima Noya
- Shamus T. Goldcrow: Sérgio Moreno
- Outras vozes: Arakén Saldanha, Cássius Romero, Daoiz Cabezudo, Fábio Moura, Fátima Noya, Sérgio Moreno, Sidney Lilla, Silvio Giraldi, Zezinho Cutolo.
- Estúdio de Dublagem: Dublavídeo, São Paulo